# Flambeau (personaggio)
Flambeau è un personaggio immaginario, creato dallo scrittore Gilbert Keith Chesterton, che compare nei racconti gialli del ciclo di Padre Brown, pubblicati fra il 1911 e il 1935. Appare inizialmente come un famoso ladro gentiluomo internazionale, che in seguito viene convinto dal suo amico sacerdote a redimersi e che intraprende la professione di detective privato.

## Il personaggio
"Flambeau" è uno pseudonimo adottato per le sue imprese da fuorilegge; il suo vero cognome è Duroc. Il suo nome di battesimo è Hercule.
(G. K. Chesterton, Il segreto di Padre Brown)
(G. K. Chesterton, L'occhio di Apollo)
L'aspetto fisico di Flambeau è imponente; è alto e robusto (sei piedi e quattro pollici, circa un metro e novantatré), dotato di una forza straordinaria.
gigantesca e di grande coraggio fisico; si raccontavano di lui le più inverosimili storie sugli sfoghi della sua prestanza atletica, su come avesse messo a testa in giù il juge d’instruction, per "fargli schiarire le idee", su come avesse corso giù per la Rue de Rivoli con un poliziotto sotto ciascun braccio. [...] C'era una sola cosa che Flambeau, nonostante tutta la sua abilità nel travestirsi, non poteva nascondere: la sua notevole statura. [...] stava ben attento se vedesse qualcuno, ricco o povero, maschio o femmina, che superasse i 
sei piedi: infatti Flambeau li superava di quattro pollici.»
(G. K. Chesterton, La croce azzurra)
Nonostante la sua mole, è agilissimo e dotato di una destrezza notevole:
(G. K. Chesterton, La croce azzurra)
Nel primo racconto in cui compare, La croce azzurra, incluso nella raccolta L'innocenza di Padre Brown, Flambeau è al culmine della sua carriera di criminale e tenta di rubare una preziosa reliquia che Padre Brown sta trasportando al Congresso Eucaristico Internazionale. A dargli la caccia troviamo il capo della polizia di Parigi, Aristide Valentin, che alla fine della storia riesce a catturarlo, ma solo grazie all'astuzia del piccolo sacerdote dell'Essex:
(G. K. Chesterton, La croce azzurra)
Nei racconti successivi Padre Brown si incontra più volte con Flambeau, ostacolandone i progetti, finché non lo convince a pentirsi e ad abbandonare la carriera di ladro.
(G. K. Chesterton, Le stelle volanti)
Dopo avere svolto la professione di investigatore privato per diversi anni, lavorando spesso insieme al suo amico prete alla soluzione di diversi casi, Flambeau si sposa  e si ritira a vivere in un piccolo castello in Spagna, dove  mette su famiglia e dove occasionalmente Padre Brown va a fagli visita. Questo spiega la scarsa presenza del personaggio a partire dalla terza serie dei racconti pubblicati da Chesterton.
(G. K. Chesterton, Il segreto di Padre Brown)
La conversione e il pentimento di Flambeau rappresentano uno degli aspetti più interessanti e originali delle storie di Padre Brown. Chesterton, per bocca del suo personaggio, evita qualsiasi connotazione di falso moralismo o ipocrisia:
(G. K. Chesterton, Il segreto di Flambeau)

## Opere
Flambeau compare in diversi racconti di quattro delle raccolte di Chesterton su Padre Brown:
- 1911 - L'innocenza di Padre Brown (The Innocence of Father Brown)
- 1914 - La saggezza di Padre Brown (The Wisdom of Father Brown)
- 1927 - Il segreto di Padre Brown (The Secret of Father Brown)
- 1935 - Lo scandalo di Padre Brown (The Scandal of Father Brown)

Viene invece citato solo di sfuggita in un'unica storia della raccolta L'incredulità di Padre Brown (The Incredulity of Father Brown) del 1926.

## Film e televisione
- Father Brown, detective, film del 1934, sceneggiato dallo stesso Chesterton, con Walter Connolly nel ruolo di Padre Brown. Flambeau è interpretato dall'attore di origini ungheresi Paul Lukas.[1]
- Uno strano detective - Padre Brown (1954), film diretto da Robert Hamer, con sir Alec Guinness nel ruolo di Padre Brown e Peter Finch nella parte di Flambeau.[2]
- I racconti di padre Brown, sceneggiato televisivo italiano diretto da Vittorio Cottafavi, andato in onda sulla RAI a cavallo degli anni 1970-1971 in sei puntate, interpretato da Renato Rascel nel ruolo di padre Brown e da Arnoldo Foà nel ruolo di Flambeau.[3]
- Padre Brown, serie televisiva prodotta dalla BBC a partire dal 2013, interpretato da Mark Williams nel ruolo di Padre Brown e da John Light in quello di Flambeau.[4]